# Tipula carinata
Tipula carinata är en tvåvingeart som beskrevs av Doane 1901. Tipula carinata ingår i släktet Tipula och familjen storharkrankar. Inga underarter finns listade i Catalogue of Life.